# Diasemiopsis ramburialis
Diasemiopsis ramburialis là một loài bướm đêm thuộc họ Crambidae. It occurs in hầu hết châu Âu và the tropics, bao gồm the Açores, Fiji, New Zealand và Úc.
Sải cánh dài 17–22 mm. Adults are speckled grey or brown, with two broad ragged white lines across each wing.
Ấu trùng có thể ăn các loài Brassica.